# 東川口 (長岡市)
東川口（ひがしかわぐち）は、新潟県長岡市の地名。郵便番号は949-7504。以前は、北魚沼郡川口町大字川口（2010年（平成22年）3月31日以前）、北魚沼郡川口村（1889年（明治22年）以前）・越後国魚沼郡河口村（中世）などと呼ばれていた。

## 地理
東川口は、長岡市川口地区、旧・北魚沼郡川口町中央部の大字川口に相当する。1889年（明治22年）の町村制施行に伴い成立した川口村（後の川口町）のうち旧・川口村にあたり、公共施設の集中する中心市街地である。北西で牛ケ島、北で僅かに武道窪・木沢、南で中山に隣接している。また、魚野川左岸の西川口とは川を隔てている。西側を流れる魚野川右岸の河岸段丘にあたり、川口町時代から左岸の西川口に対し東川口と呼ばれることもあった。2010年3月31日、川口町の長岡市への合併の際、行政地名も東川口と改称した。

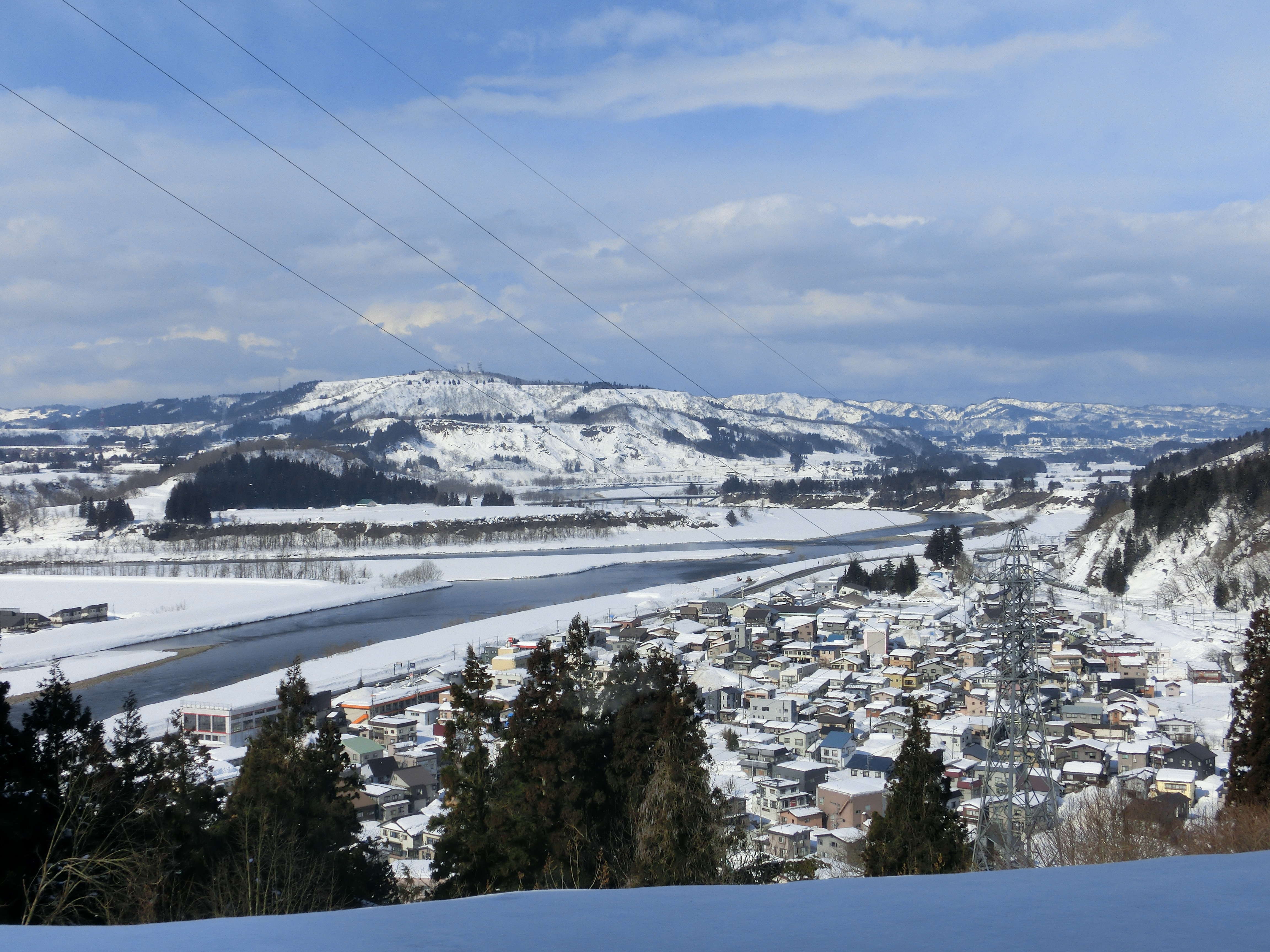
東川口市街と、魚野川と信濃川の合流点。

### 河川
- 魚野川 - 地内西辺を流れる一級河川。北流して信濃川と合流する。
- 信濃川 - 地内西辺を流れる一級河川。東流して魚野川と合流の後北流する。

## 歴史

### 古代・中世
この地は和名抄の魚沼郡剌上郷にあたり、当地内の川合神社は478年頃、雄略天皇治世の創建といわれている。この川合神社には、前九年の役（1051年 - 1062年）のさいに源義家が馬具の一種である泥障（あおり）を奉納したと伝えられている。
中世に入り、この近辺は藪神ノ内と呼ばれ、下川郷十九半名の一部として新田一族の田中氏の支配下にあった。戦国期に入ると当地近辺は河口村と呼ばれるようになった。1542年（天文11年）に起きた天文の乱において、当地を治める田中太郎左衛門長義が越後国守護・上杉定実の側につき、守護代・長尾為景と対立したが、為景没後は自己の自立化の承認と引き換えに後を継いだ守護代・長尾晴景に帰服した。

### 近世
江戸時代に入ると、河口村はもっぱら川口村と表記されるようになり、高田藩に属した。1647年（正保4年）、川口村の中林庄之助が中新田を1694年（元禄7年）には中林太左衛門が中林新田を開いた。また1649年（慶安2年）、妙見（長岡） - 川口 - 和南津の渡し - 堀之内に至る佐渡金山からの輸送路として使用された佐州三路のひとつである三国街道の新道が開削され、当地に本陣がおかれた。川口宿のある三国街道は中越・下越各藩の参勤交代路として利用されたほか、佐渡奉行の通行や鉱山水汲人夫の目籠送りなどのさいは関東へ最短距離の往還路として利用された。また、上田郷や妻有郷への物資輸送基点としても発達した。川口宿は本陣の置かれた中林家を中心とする30軒強の一本町であったが、脇本陣は寺院が勤めたほか問屋や馬指がそれぞれ1軒あるのみで旅籠は1軒もなかったが、参勤交代や目籠送りなどの公用には多くの労力が必要であったため、近隣からの助郷が大規模に徴用された。これに伴い、川口村では宿役160石が石高から免除されている。
江戸初期を通じて川口の産業的基盤が急速に整備され始めた。1685年（貞享2年）に描かれた『川口組大絵図』によれば、1643年（寛永20年）に魚沼郡を8分割した川口組は新道島から稗生村に至る広い地域を範囲としていたが、川口本陣を持つ川口村は組の中心的な役割を果たし、中林家が川口組大肝煎の任についた。組内助郷制が布かれた川口本陣は組内助郷人馬の触出権を持ち、その範囲は川口組のみならず小千谷組にも及んだ。
水運においては、六日町から川口に至る上田船道が整備され、船方仲間が形成されていた。河岸にあたる河戸が六日町・浦佐・小出島・堀之内・川口に置かれ、下り荷として木呂・ぼい・木炭・青苧・蝋実・山菜・農産物などが、上り荷に塩・海産物・紙・煙草・茶・陶器・酒などの日用品が運ばれていた。このほか、船方仲間は1698年（元禄11年）には船会所取り決めにより魚沼郡の蔵米川下げにあたったほか、安永年間（1775年頃）には栃尾の蔵米川下げも請け負っていた。
江戸初期に高田藩に属していた川口村は、1681年（天和元年）の越後騒動の結果、高田藩が改易されると江戸幕府の直轄領である天領となった。1743年（寛保3年）、川口村は幕府（魚野川右岸）と糸魚川藩（魚野川左岸）の相給となり、それぞれ「御領川口」「私領川口」と呼ばれるようになった。 このうち「私領川口」は1834年（天保5年）に天領に復すと同時に分村・独立し、1861年（文久元年）には西川口村と称した。
村の石高（村高）は、「正保国絵図」において101石余、「天和高帳」において547石余、「元禄郷帳」において927石余、西川口村分村後の「天保郷帳」において772石余であった。

### 近代・現代
1878年（明治11年）に施行された郡区町村編制法において川口村の村界に変更はなかったが、1889年（明治22年）の町村制施行に伴いそれまでの川口村と西川口村・川口原新田・山崎新田を併せて新しい川口村が設立されたことに伴い、それまでの川口村は新しい川口村の大字となり、北魚沼郡川口村大字川口となった。この前年の1888年（明治21年）の戸数は152、人口946を数えた。
1895年（明治28年）になると国道8号（旧・清水街道）が開通、1907年（明治40年）には国道17号が魚野川添いに開通した（現在の市街地はこの国道17号とJR上越線との間に中心部が形成されている）。1920年（大正9年）8月5日には上越北線（現・上越線）が当地まで開通し、越後川口駅が設置された。1927年（昭和2年）には十日町線（現・飯山線）の越後川口 - 越後岩沢間開通に伴い越後川口駅は分岐駅となり、中魚沼方面との輸送の中継点となった。
1957年（昭和32年）、川口村の町制施行に伴い、川口村大字川口は川口町大字川口となった。2010年（平成22年）3月31日の川口町の長岡市への合併に伴い川口町大字川口は長岡市東川口と改称された。

### 地名の由来
付近で信濃川と支流魚野川との合流点があり、この魚野川の河口にあたることによる。「東」の冠称は魚野川右岸、東側に位置することによる。

### 沿革
- 1560年（永禄3年）11月14日 - 上杉景勝によって田中式部丞に河口村・和納津を知行させ、軍役等を勤めるよう命ずる[10][4]。
- 1649年（慶安2年） - 三国街道の新道が開削され、当地に本陣がおかれる。
- 1681年（天和元年） - 高田藩領から天領となる[4]。
- 1743年（寛保3年） - 幕府と糸魚川藩の相給となり、それぞれ「御領川口」「私領川口」と呼ばれる[4]。
- 1834年（天保5年） - 私領川口が天領に復するが、分村して後に西川口村と称する[4]。
- 1889年（明治22年） - 町村制施行により、西川口村・川口原新田・山崎新田と合併して川口村となり、旧・川口村は北魚沼郡川口村大字川口となる。
- 1957年（昭和32年） - 町制施行により川口町大字川口となる。
- 2010年（平成22年） - 川口町の長岡市の合併により長岡市東川口となる。

## 世帯数と人口
2018年（平成30年）2月1日現在の世帯数と人口は以下の通りである。
| 大字   | 世帯数  | 人口    |
| ------ | ------- | ------- |
| 東川口 | 419世帯 | 1,151人 |

## 小・中学校の学区
市立小・中学校に通う場合、学区は以下の通りとなる。
| 番地 | 小学校             | 中学校             |
| ---- | ------------------ | ------------------ |
| 全域 | 長岡市立川口小学校 | 長岡市立川口中学校 |

## 交通

### 鉄道
- 東日本旅客鉄道（JR東日本）上越線・飯山線 - 越後川口駅

### 路線バス
- 南越後観光バス
  - 小千谷線 - 川口駅角バス停、川口一丁目バス停
- 長岡市川口地域バス - 旧・川口町営バス。

### 道路
- 国道
  - 国道17号
- 県道
  - 新潟県道71号小千谷川口大和線

## 施設
- 長岡市役所川口支所
- 長岡市川口文化会館[12] - 旧称「川口町民文化会館」。
- 川口歴史民俗資料館[13] - 旧称「川口町歴史民俗資料館」。
- 長岡市立川口図書館 - 旧称「川口町図書館」
- 川口公民館[14] - 旧称「川口町生涯学習センター」
- 天理教魚沼分教会
- 立正佼成会越後川口教会

### 閉鎖された施設
- 川口村立川口中学校 - 跡地は川口町役場及び新潟中央銀行支店となった。
- 川口町公民館 - 長岡市役所川口支所の施設として使われている。

## 史跡
- 川合神社 - 延喜式の式内社と伝えられ、源義家が馬具の泥障（あおり）を献上した故事から土地では「あおりの宮」と呼ばれており、「川口祭り」が毎年行われている。祭神は水速女命[4]。
- 宝積寺 - 真言宗の寺院。
- 大広寺 - 天台宗の寺院。
- 川口宿本陣入口遺構　- 川口組大肝煎である中林家遺構。川口町史跡[4]。